# Stanley Edward Elkin
Ne doit pas être confondu avec Stanley Elkin.
Stanley Edward Elkin (1880-1960) est un homme d'affaires et un homme politique canadien qui est député du Nouveau-Brunswick.

## Biographie
Stanley Edward Elkin naît le 12 octobre 1880 à Saint-Jean, au Nouveau-Brunswick. Il est élu député de la circonscription de Saint-Jean—Albert pour le compte du parti unioniste et le reste jusqu'aux élections suivantes, en 1921.
Il est mort le 9 juin 1960.